# Tecoma capensis
La Tecoma capensis Lindl., 1828 è una specie di pianta appartenente alla famiglia Bignoniaceae, originaria dell'Africa.

## Descrizione
Si sviluppa come un albero che può arrivare a raggiungere i 15 metri di altezza. Non è un sempreverde, perciò in autunno assume una colorazione giallo-arancione.

## Distribuzione
La specie è nativa di Sudafrica, Swaziland e Mozambico.